# Eunice pennata
Eunice pennata är en ringmaskart som först beskrevs av Otto Friedrich Müller 1776.  Eunice pennata ingår i släktet Eunice och familjen Eunicidae. Arten är reproducerande i Sverige. Inga underarter finns listade i Catalogue of Life.